# Östra Rebraur
Östra Rebraur är en sjö i Arjeplogs kommun i Lappland och ingår i Piteälvens huvudavrinningsområde. Sjön har en area på 2,9 kvadratkilometer och ligger 460,1 meter över havet. Östra Rebraur ligger i Piteälven Natura 2000-område. Sjön avvattnas av vattendraget Ribraurjåkkå.

## Delavrinningsområde
Östra Rebraur ingår i det delavrinningsområde (733518-161863) som SMHI kallar för Utloppet av Östra Rebraur. Medelhöjden är 500 meter över havet och ytan är 21,21 kvadratkilometer. Räknas de 5 avrinningsområdena uppströms in blir den ackumulerade arean 131 kvadratkilometer. Ribraurjåkkå som avvattnar avrinningsområdet har biflödesordning 3, vilket innebär att vattnet flödar genom totalt 3 vattendrag innan det når havet efter 207 kilometer. Avrinningsområdet består mestadels av skog (82 procent). Avrinningsområdet har 2,9 kvadratkilometer vattenytor vilket ger det en sjöprocent på 13,7 procent.